# Пространство откровения
«Пространство Откровения» — дебютное произведение британского писателя Аластера Рейнольдса, выпущенное в 2000 году. Книга стала первым романом в одноимённой серии, которая получила признание за глубину научной проработки, насыщенный сюжет и сложный мир, в котором разворачивается действие.

## Сюжет
Действие романа происходит в далёком будущем, где человечество освоило космос и основало множество сложных, но достаточно атомизированных обществ, разбросанных по планетам на расстоянии десятков световых лет. Основные события разворачиваются вокруг астробиолога Дэна Силвеста, который исследует остатки древней инопланетной цивилизации, называемой амарантийцами, на планете Ресургем.
Силвест обнаруживает, что амарантийцы были уничтожены таинственной катастрофой, и, по мере развития сюжета, он начинает подозревать, что это событие может повториться и под угрозу может попасть уже человечество. В параллельной сюжетной линии, команда космического корабля "Ностальгия по бесконечности" пытается найти Дэна Силвеста, для излечения страдающего от болезни капитана "Ностальгии", к которым присоединяется и наемная убийца под прикрытием, Анна Хоури, ведомая собственным мотивом - "заказом" на Силвеста от таинственного нанимателя.
Сюжет разворачивается на фоне сложных отношений между различными фракциями и группами, как на Ресургеме, так и в других колониях человечества, которые ведут свои игры и преследуют цели.

## Основные темы
Роман поднимает вопросы о природе разума, искусственного интеллекта, эволюции, загадку "парадокса Ферми" и конечности цивилизаций. Рейнольдс использует научные концепции и идеи для создания сложного мира, в котором технологии и философия взаимосвязаны.
Одной из центральных тем романа является судьба цивилизаций, как человеческих, так и инопланетных. Через изучение древних реликтов и попытки раскрыть тайны прошлого, автор исследует возможности и опасности, с которыми может столкнуться любая развивающаяся цивилизация. 

## Персонажи
- Дэн Силвест — астробиолог и главный герой, чьи исследования на Ресургеме приводят к раскрытию важной тайны.
- Иллия Вольева — триумвир космического корабля "Ностальгия по Бесконечности", заведующая артиллерийскими системами.
- Анна Хоури — наёмная убийца и новоиспеченный стажер-артиллерист в команде корабля, охотящаяся за Силвестом.
- Паскаль — журналист и бывшая коллега Силвеста, которая играет ключевую роль в исследовании цивилизации амарантийцев.

## Стиль и структура
Роман «Пространство Откровения» известен своим медленным, но напряжённым развитием сюжета. Аластер Рейнольдс, имеющий учёную степень по физике и опыт работы в Европейском космическом агентстве, уделяет большое внимание научной достоверности. Его произведения часто называют «твёрдой» научной фантастикой за серьёзный подход к описанию технологий и физических явлений.

## Критика и наследие
«Пространство Откровения» получило положительные отзывы как от критиков, так и от читателей. Роман был отмечен за сложный сюжет и богатый мир, а также за глубокие философские размышления на тему космоса и человечества.
Книга положила начало одноимённой серии, включающей несколько романов и рассказов, и стала одним из самых известных произведений в жанре космической оперы начала XXI века.

## Продолжения и связанные произведения
«Пространство Откровения» стало первой частью в цикле, в которую также входят романы «Город бездны» (2001), «Ковчег спасения» (2002), «Пропасть Искупления» (2003), «Фаза Ингибиторов» (2023). Кроме того, Рейнольдс написал несколько рассказов и повестей, действие которых происходит в этой вселенной - «Алмазные Псы» (2001) , «Бирюзовые дни» (2002), «Префект» (2007) и т.д.